# 세이신추오역
세이신 추오역(일본어: 西神中央駅, せいしんちゅうおうえき 세이신추오에키[*])은 일본 효고현 고베시 니시구에 있는 철도역이다.

## 역사
- 1987년 3월 18일 영업 개시.

- 1993년 7월 9일: 쾌속 운전을 개시한다. 차고 완성에 의해, 1번선의 사용 개시.

- 1995년
  - 1월 17일 : 한신·아와지 대지진으로 재해, 불통이 된다.
  - 1월 18일: 영업 재개, 쾌속을 휴지.
  - 7월 21일：휴지하고 있던 쾌속을 폐지.

## 역 구내
섬식 승강장1면 2선과 단선 승강장 1면 1선
기본적으로는 2번선에 타니가미행, 3번선에 신고베행이 도착하지만, 아침이나 저녁에는 반대가 되는 경우도 있다.
1번선은 원칙적으로세이신차량 기지에서 출고한 차량이 사용한다. 기본적으로는 2번선 또는 3번선을 사용한다.

### 승강장
| 번선 | 노선               | 목적지                        | 비고          |
| ---- | ------------------ | ----------------------------- | ------------- |
| 1    | ■ 세이신·야마테 선 | 산노미야·신코베·다니가미 방면 | 출고 차량     |
| 2    | ■ 세이신·야마테 선 | 산노미야·신코베·다니가미 방면 | 접이식 승강장 |
| 3    | ■ 세이신·야마테 선 | 산노미야·신코베·다니가미 방면 | 접이식 승강장 |

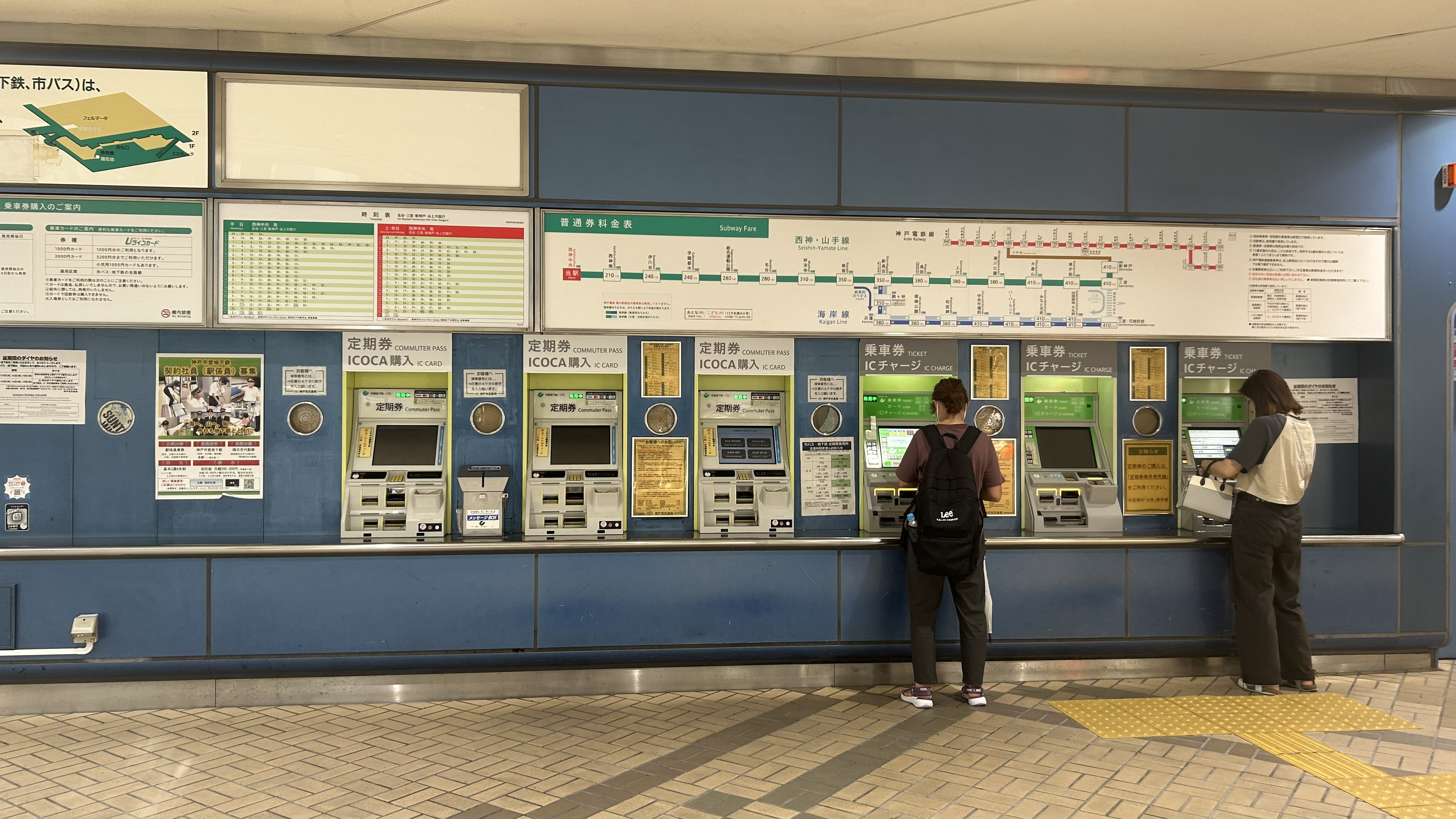
발매기
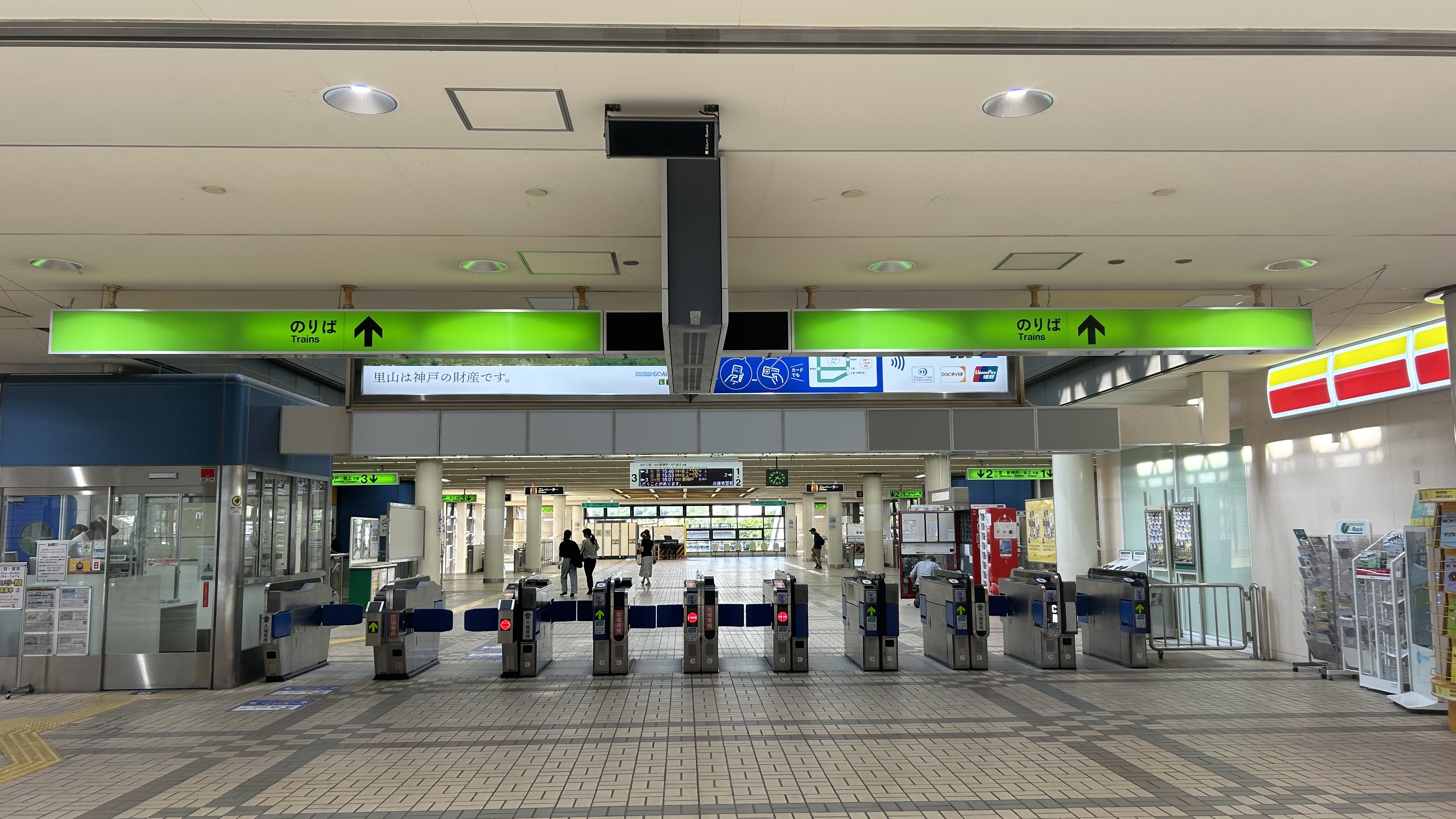
개찰구
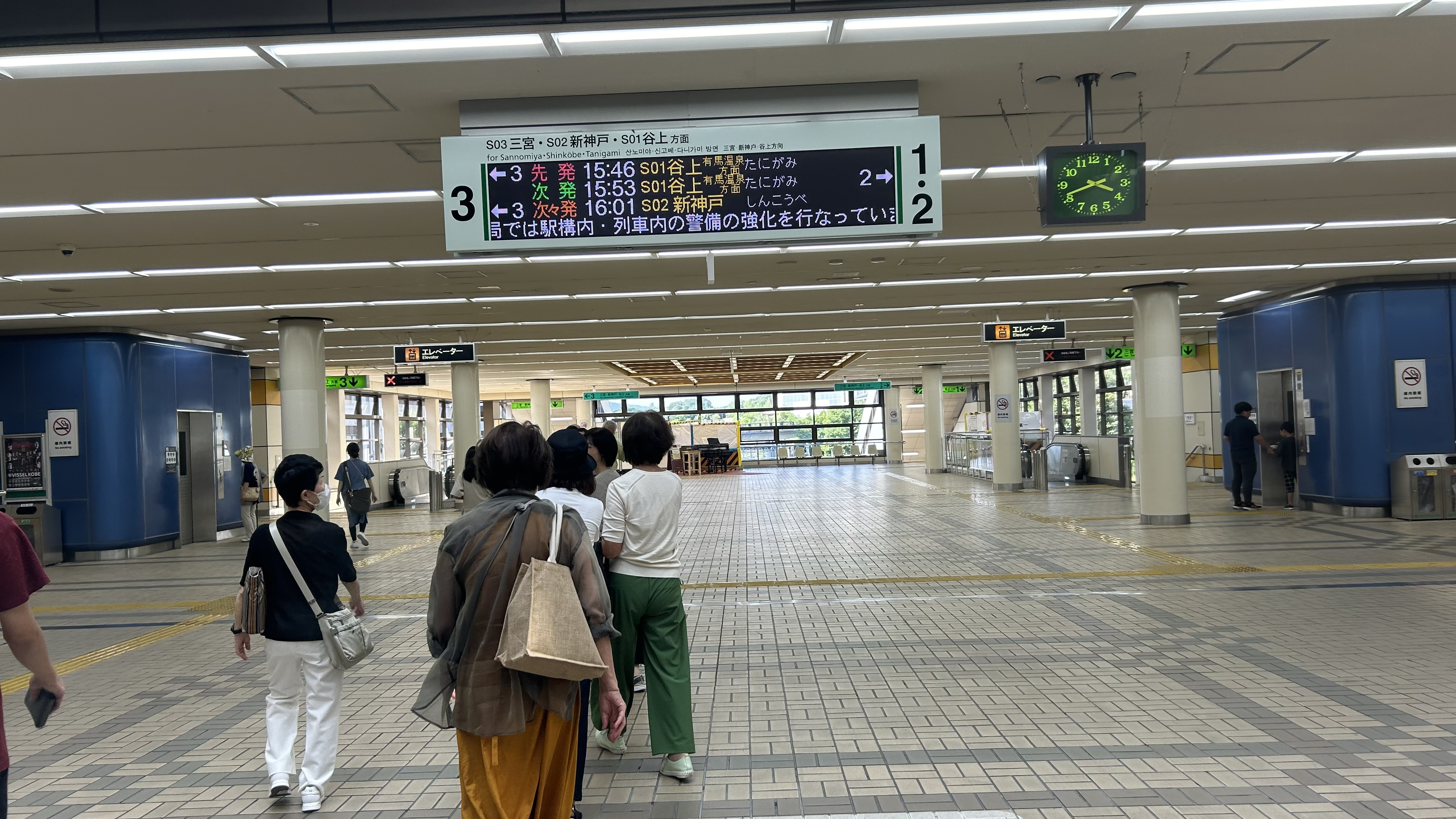
콩코스
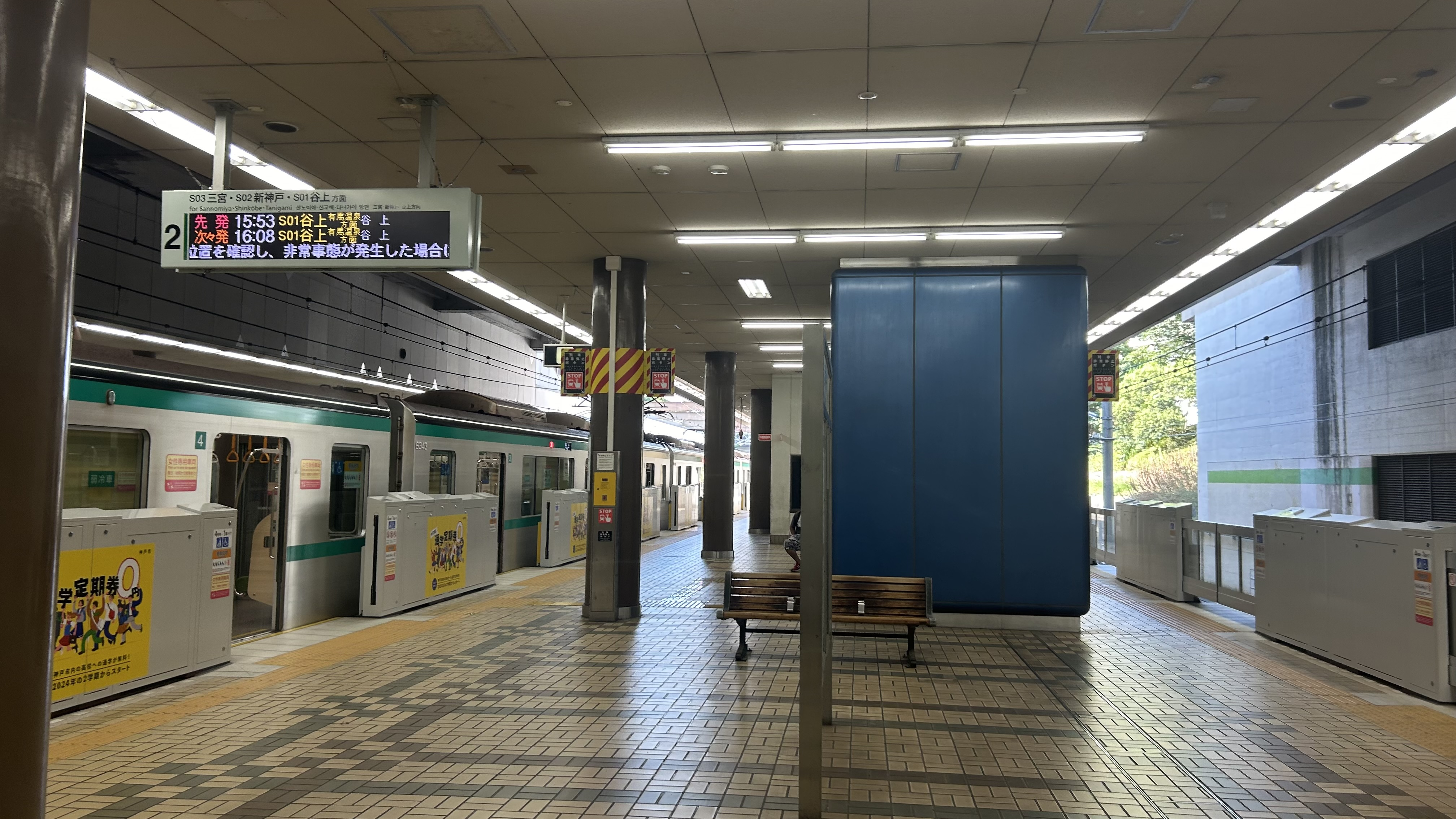
1.2번선승강장
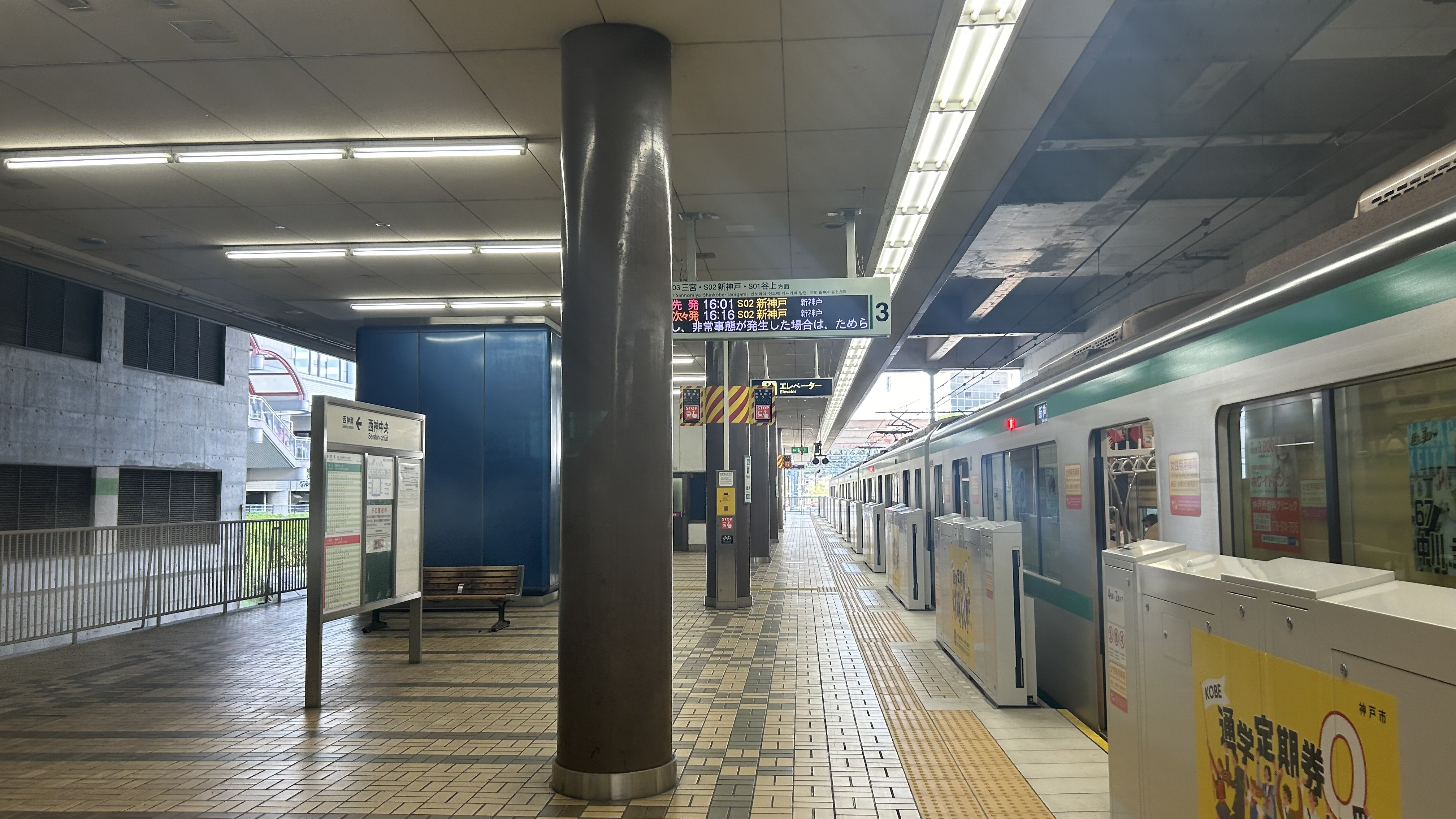
3번선승강장

## 역세권 정보

### 공공 시설
- 고베시 니시구 관공서
- 나데시코 예술문화센터

### 상업 시설
- 엑소아레 니시진 중앙
- 프렌티

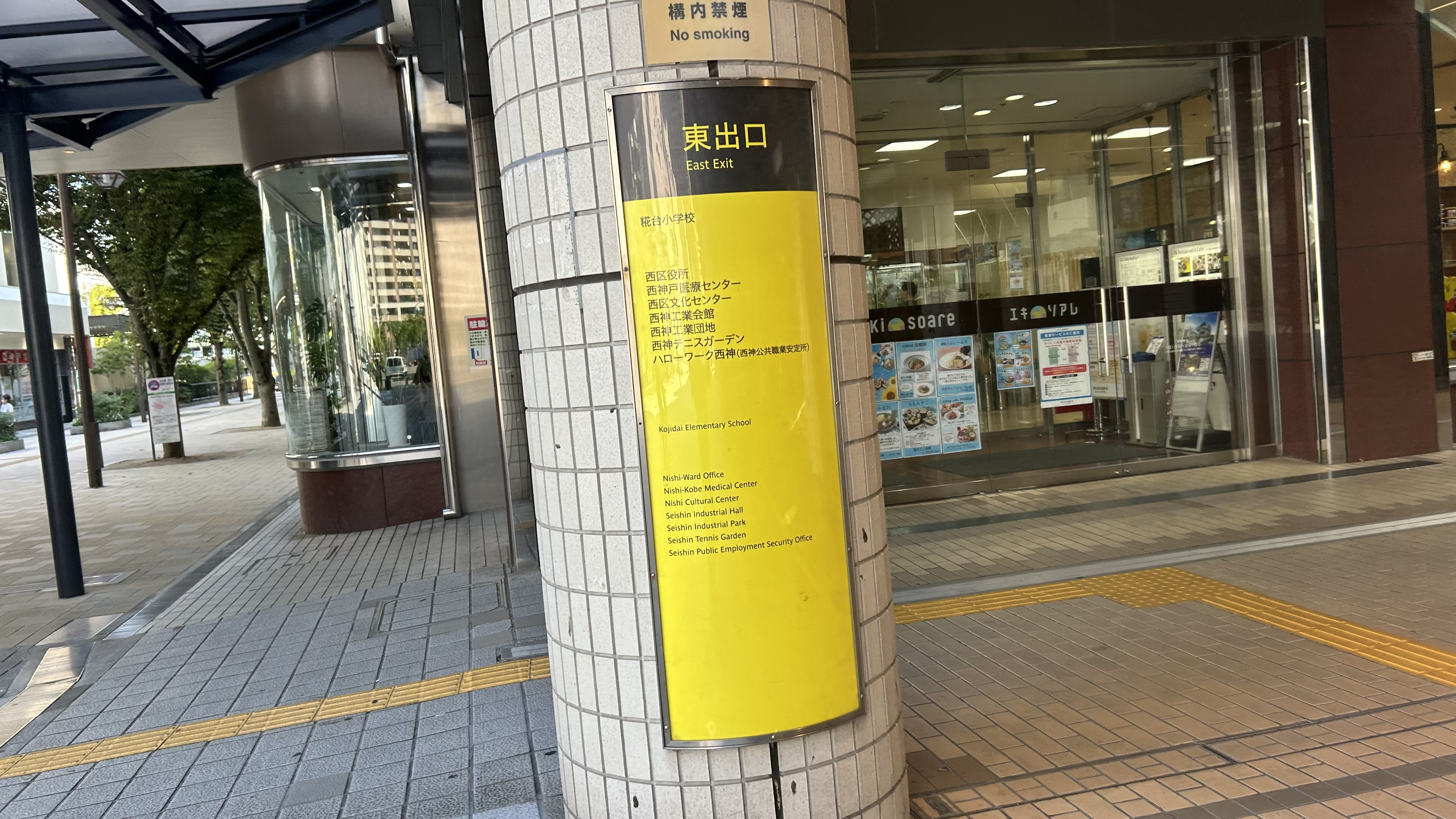
동쪽 출구안내
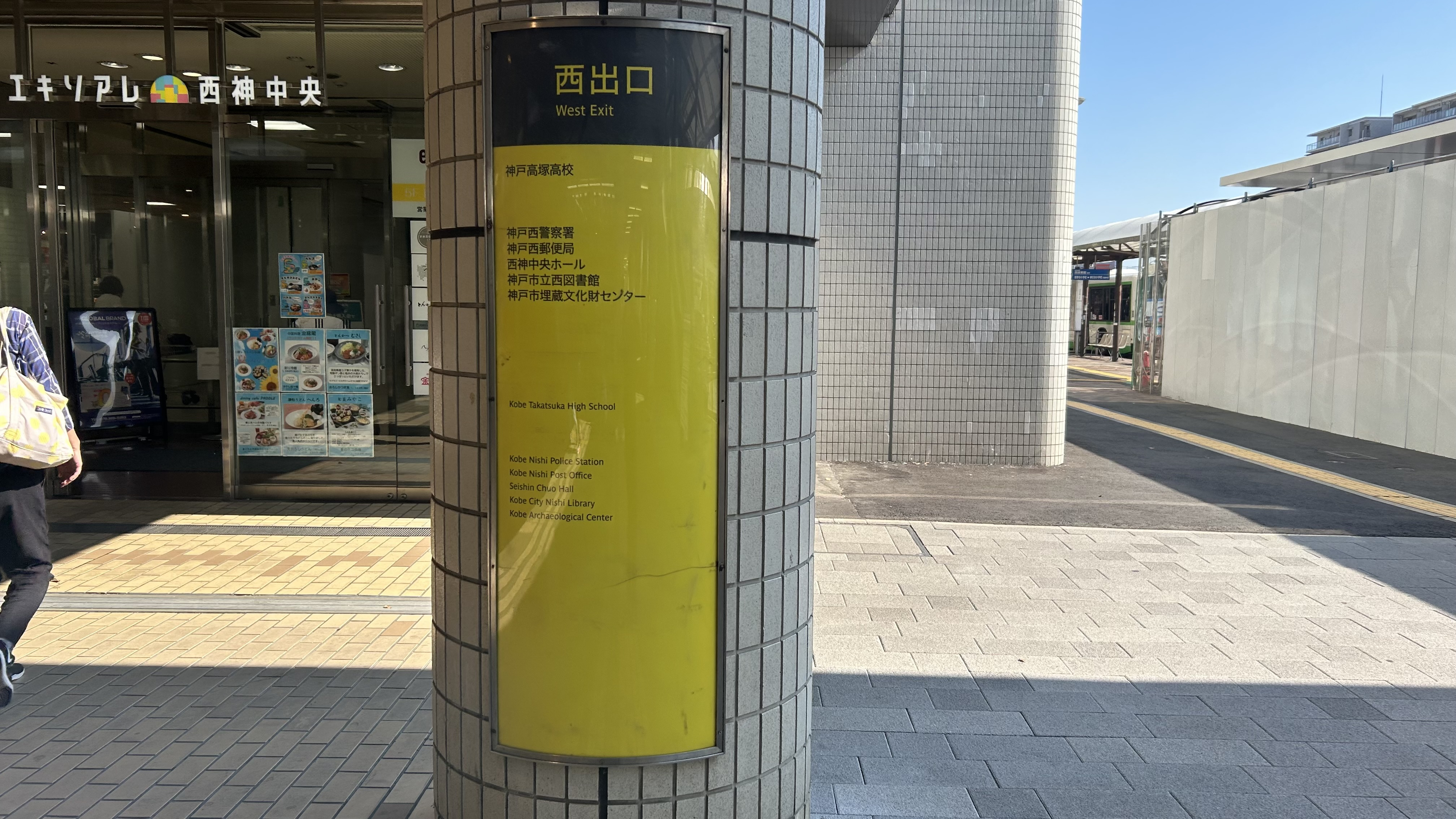
서쪽 출구안내

## 버스 노선
| 승강장 | 계통       | 목적지                | 회사        |
| ------ | ---------- | --------------------- | ----------- |
| 1      | 22         | 서체육관              | 고베시 버스 |
| 2      | 28         | 서체육관              | 고베시 버스 |
| 3      | 21         | 서체육관              | 고베시 버스 |
| 4      | 23 24      | 【순환】세이신 중앙역 | 고베시 버스 |
| 5      | 12         | 오쿠보역              | 신키 버스   |
| 5      | 82         | 미키 영업소           | 신키 버스   |
| 6      | 13         | 아카시역              | 신키 버스   |
| 7      | 43         | 아카시역              | 신키 버스   |
| 7      | 92         | 니시 아카시 역        | 신키 버스   |
| 8      | 12         | 서신 영원             | 신키 버스   |
| 8      | 13         | 데라야                | 신키 버스   |
| 8      | 13         | 유키요                | 신키 버스   |
| 8      | 17         | 【순환】세이신 중앙역 | 신키 버스   |
| 8      | 17         | 미즈가오카 4가        | 신키 버스   |
| 9      | 37         | 아카시역              | 신키 버스   |
| 9      | 37A        | 아카시역              | 신키 버스   |
| 10     | 27         | 고베 와이너리         | 신키 버스   |
| 10     | 70         | 오시베야(사카에)      | 신키 버스   |
| 10     | 80         | 미도리가오카역        | 신키 버스   |
| 10     | 73         | 오시베야(사카에)      | 신키 버스   |
| 10     | 74         | 오시베야(사카에)      | 신키 버스   |
| 10     | 76         | 오시베야(사카에)      | 신키 버스   |
| 10     | 81         | 아오야마 5초메        | 신키 버스   |
| 10     | 120 (직행) | 고베 와이너리         | 신키 버스   |
| 11     | 20         | 오시베야(사카에)      | 신키 버스   |
| 11     | 20A        | 오시베야(사카에)      | 신키 버스   |

## 사진

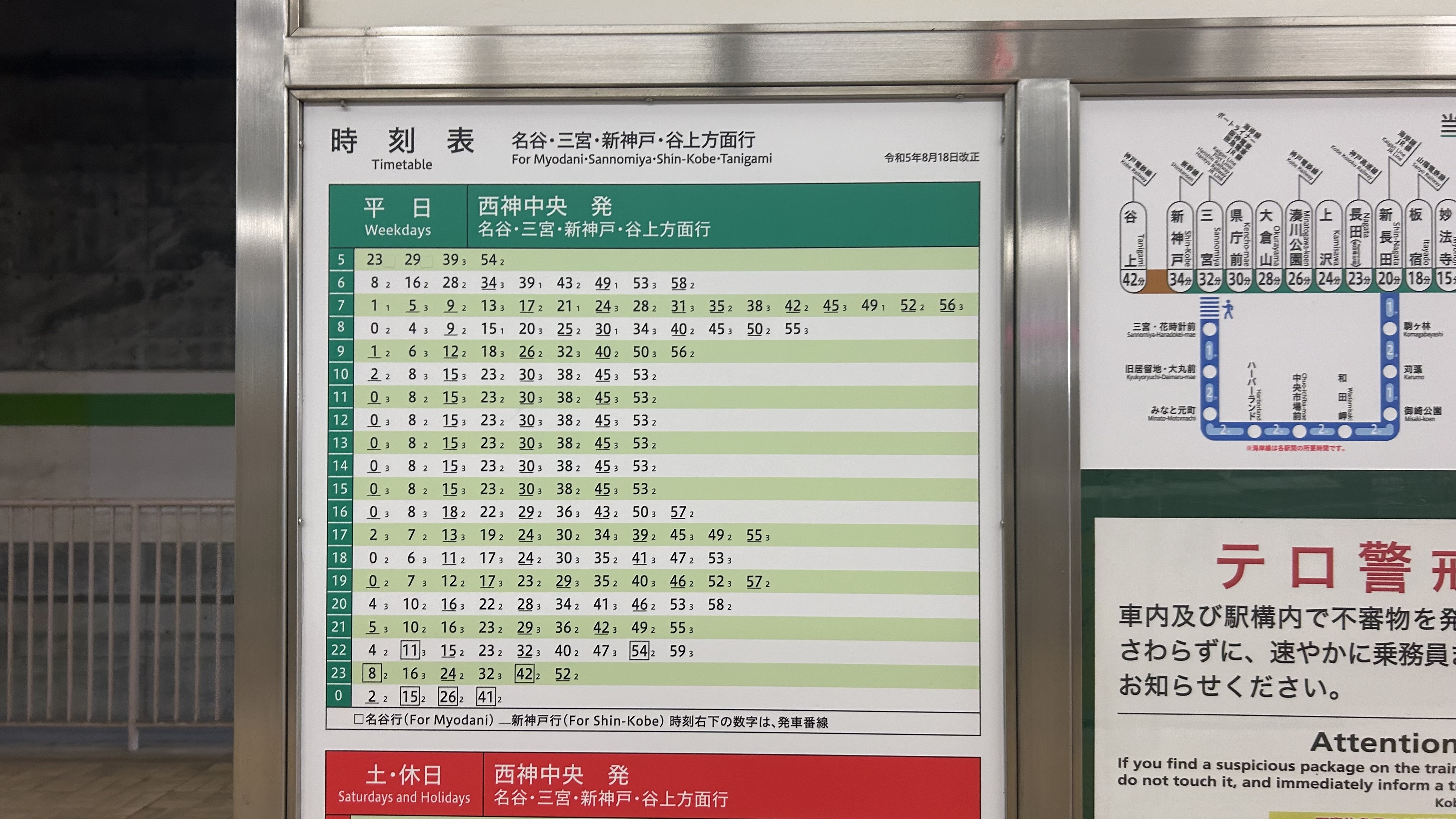
평일시간표
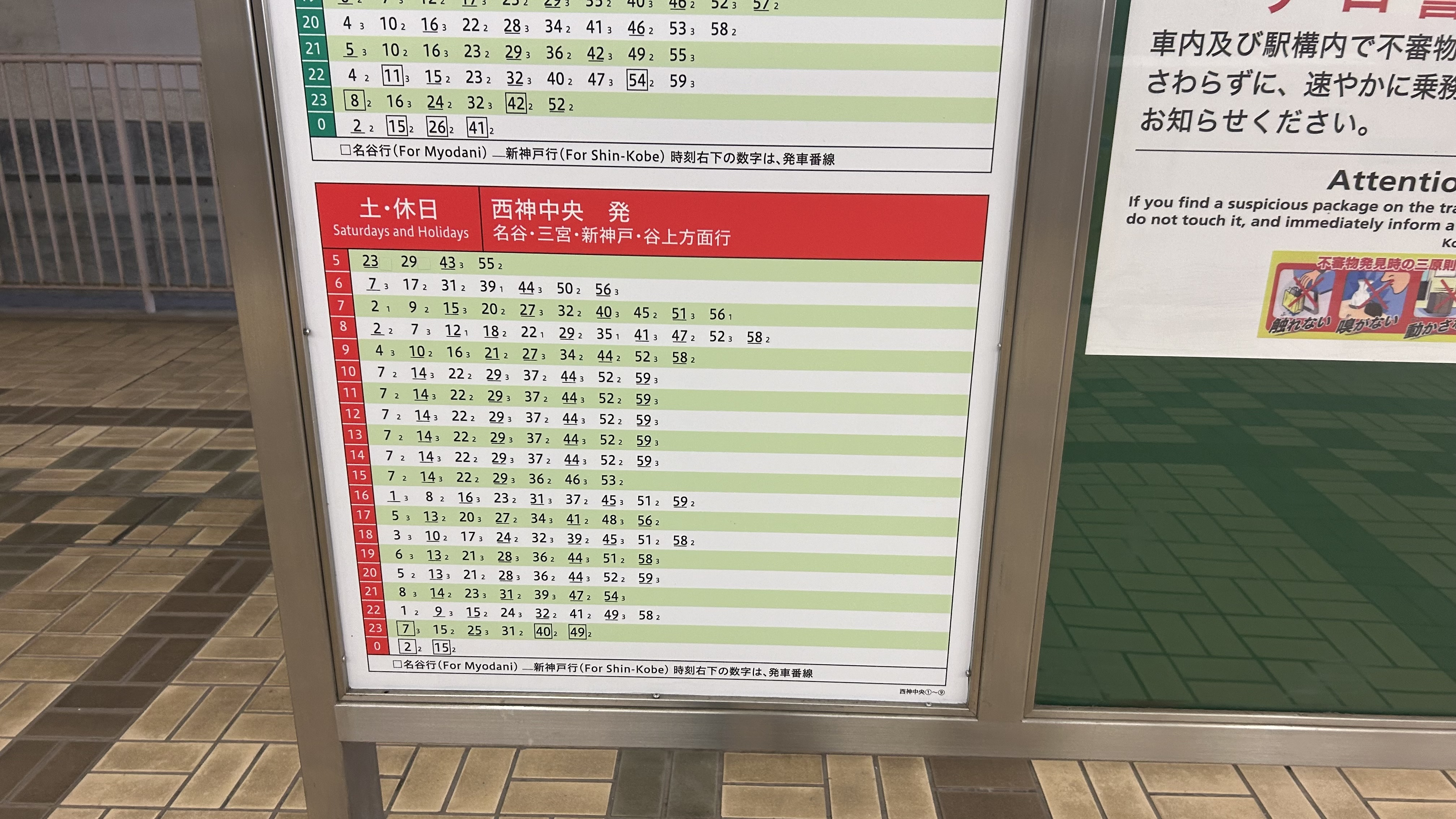
토,일,공휴 시간표
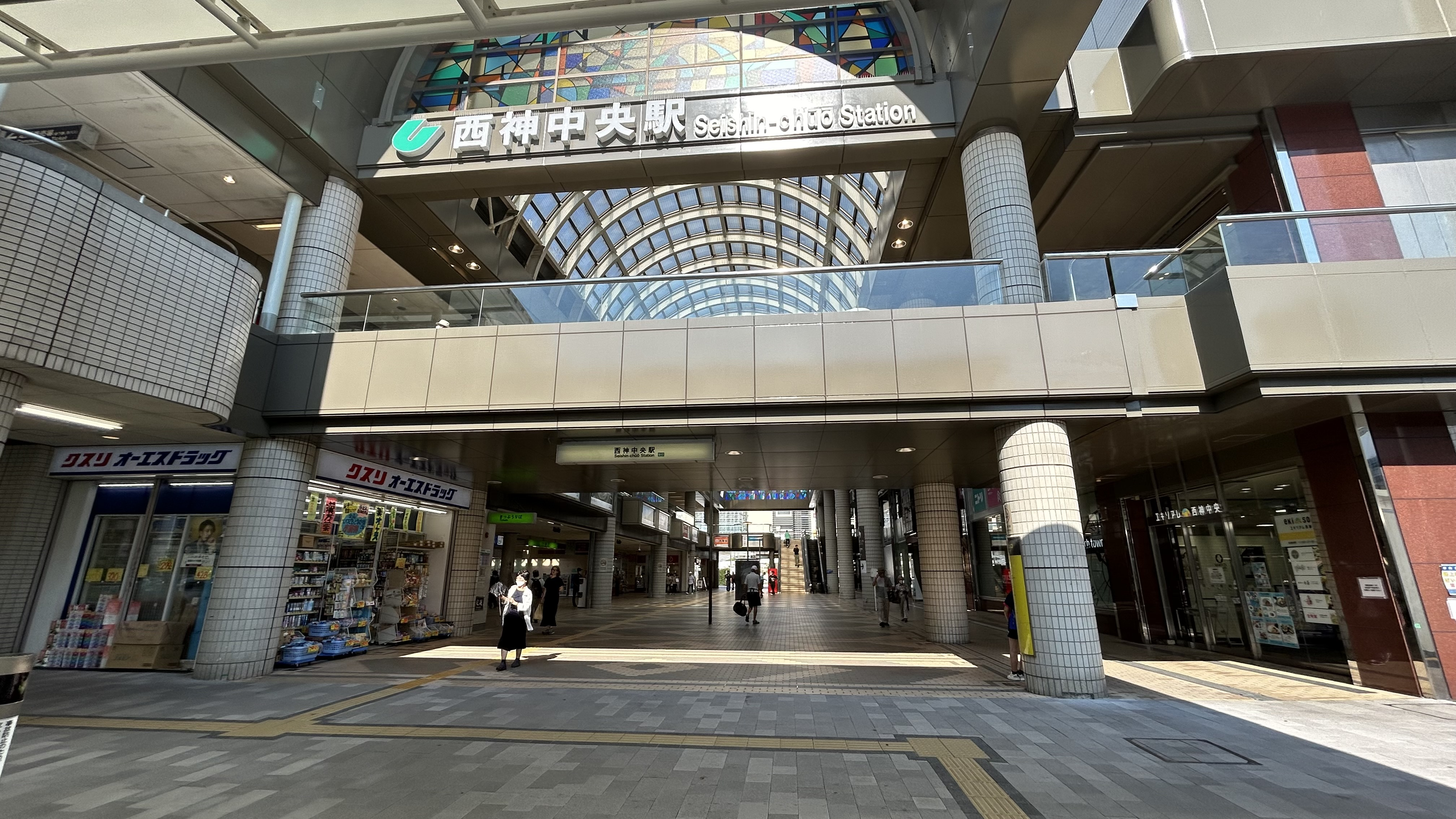
서구
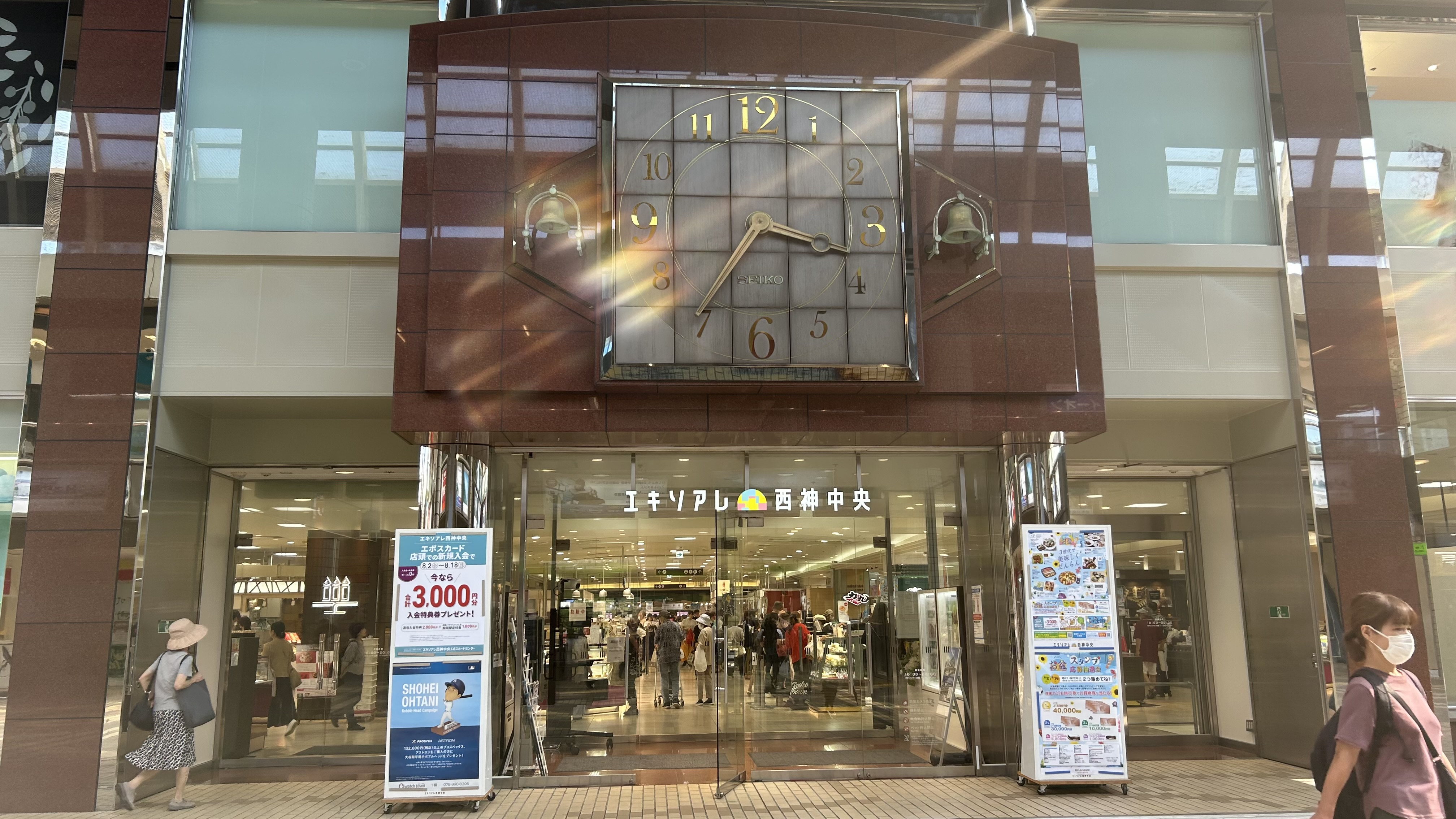
에키서아래

## 인접역
| 고베 시 교통국 ■ 지하철 세이신·야마테 선 | 고베 시 교통국 ■ 지하철 세이신·야마테 선 | 고베 시 교통국 ■ 지하철 세이신·야마테 선 |
| ---------------------------------------- | ---------------------------------------- | ---------------------------------------- |
| S 16 세이신미나미 다니가미 방면          |                                          | 시·종착역                                |